# Markku Peltola

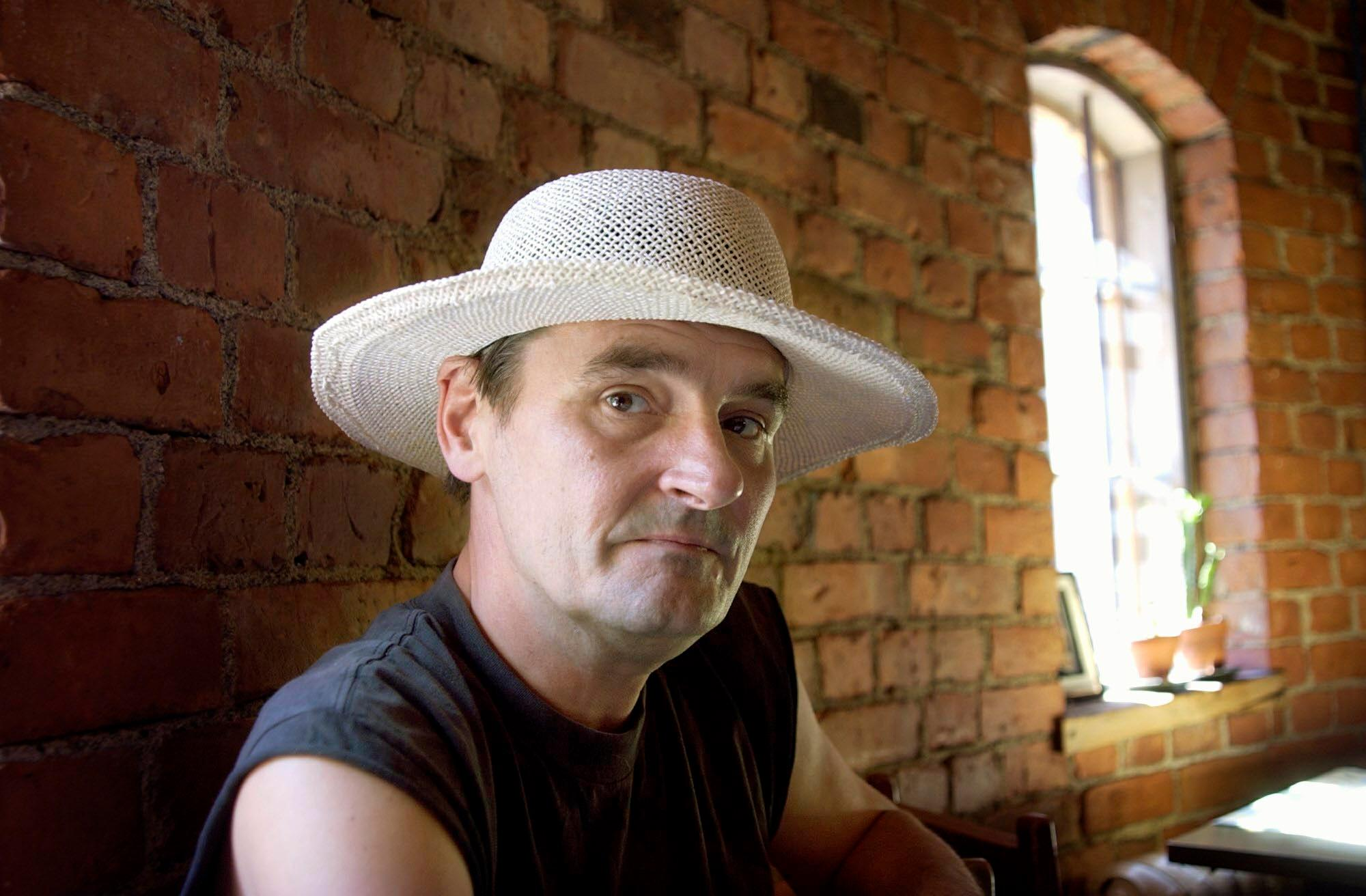
Markku Peltola (2002)

Markku Juhani Peltola (* 12. Juli 1956 in Helsinki; † 31. Dezember 2007 in Kangasala) war ein finnischer Schauspieler und Musiker.

## Leben und Karriere
Peltola war dem internationalen Filmpublikum vor allem aus Filmen des finnischen Regisseurs Aki Kaurismäki bekannt. Er spielte in dessen Film Der Mann ohne Vergangenheit (2002) die Hauptrolle und in Wolken ziehen vorüber (1996) eine Nebenrolle. 
Peltola betätigte sich auch als Musiker. In den 1980er Jahren trat er als Sänger und Gitarrist mit der Gruppe Motelli Skronkle auf, 2004 und 2006 veröffentlichte er zwei Soloalben. 
Eine seiner letzten kulturellen Aufgaben war der Aufbau des Theaterrestaurants Telakka in Tampere als Kulturzentrum; kurz vor seinem Tod führte er dort noch Regie.
Markku Peltola starb Ende 2007 nach schwerer Krankheit im Alter von 51 Jahren.

## Filmografie (Auswahl)
- 1980: Espanjankävijät (engl. Titel: The War We Left Behind/Going to Spain) – Regie: Mikael Wahlforss
- 1996: Wolken ziehen vorüber (Kauas pilvet karkaavat) – Regie: Aki Kaurismäki
- 1999: Juha – Regie: Aki Kaurismäki
- 2002: Der Mann ohne Vergangenheit (Mies vailla menneisyyttä) – Regie: Aki Kaurismäki
- 2002: Dogs Have No Hell – Regie: Aki Kaurismäki (Beitrag zu Ten Minutes Older: The Trumpet)
- 2004: Lasileuka (engl. Titel: Glass Jaw) – Regie: Zaida Bergroth
- 2006: Jade-Krieger – Regie: Antti-Jussi Annila
- 2008: Mina olin siin. Esimene arest – Regie: René Vilbre

## Diskografie (Auswahl)
- Buster Keatonin Ratsutilalla (klangbad 2004).
- (& Buster Keaton) Tarkistaa Lännen Ja Idän (klangbad 2006).